# Lambton Castle

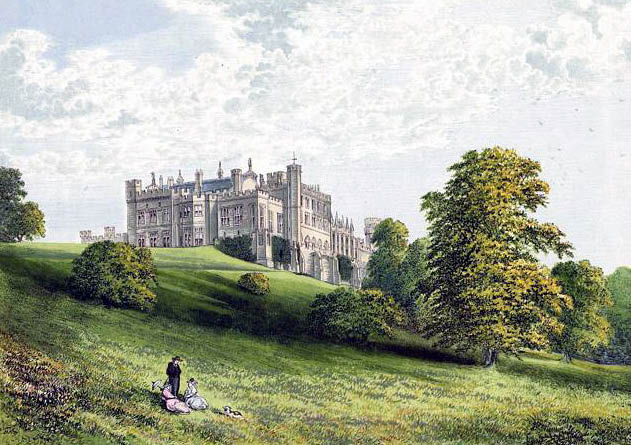
Lambton Castle Ende des 19. Jahrhunderts

Lambton Castle ist ein Herrenhaus zwischen Sunderland und Chester-le-Street. Das Haus in der englischen Grafschaft County Durham ist der Sitz der Familie Lambton, der Earls of Durham. English Heritage hat es als historisches Gebäude II*. Grades gelistet.

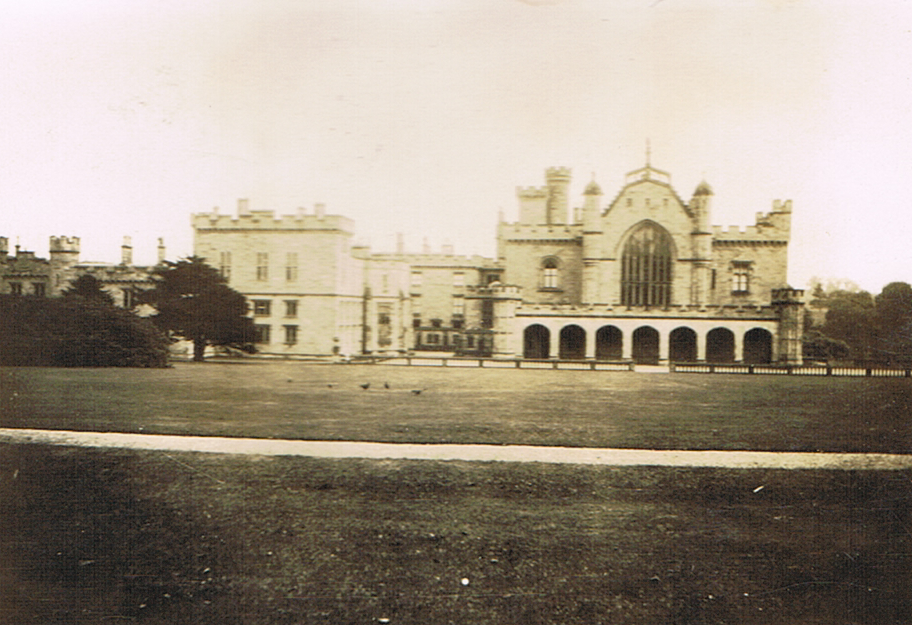
Der Eingang zu Lambton Castle im Jahre 1929. Alles auf der rechten Bildseite (einschließlich des Rittersaals, dessen Dach man deutlich sehen kann) wurde zusammen mit dem Ende des Flügels, der in Richtung der Kamera gebaut wurde, abgerissen. Die zinnenbewehrten Türme am Ende des Portikus wurden so wiederaufgebaut, dass sie mit der schmaleren Fassade harmonieren.

Das Herrenhaus wurde in der heute erhaltenen Form im Wesentlichen in den Jahren 1820–1828 für John Lambton, den ersten Earl of Durham und früheren Generalgouverneur von Kanada, um Harraton Hall, ein Herrenhaus aus dem 17. Jahrhundert, gebaut. Das neue Herrenhaus wurde vom Architekten Joseph Bonomi, dem Älteren, und seinem Sohn Ignatius entworfen und im Stil einer normannischen Burg errichtet, wie es damals Mode war. Das Gebäude steht über dem bewaldeten Wear Valley und wurde mit Geldern aus dem Steinkohlebergbau aus Minen unterhalb des Herrenhauses und in anderen Gebieten von County Durham bezahlt, die von Lambton Collieries ausgebeutet wurden.
In den Jahren 1862–1865 entstanden Anbauten an das ursprüngliche Haus, z. B. der Rittersaal, die aber 1932 größtenteils wieder abgerissen wurden. Ebenfalls zu dieser Zeit wurde der Inhalt des Hauses versteigert, um die Erbschaftssteuer bezahlen zu können. Die Familie zog dann in die kleinere Biddick Hall auf demselben Anwesen um.
Der Park um das Herrenhaus ist von einer hohen Mauer umfriedet und dient auch heute noch der jährlichen Fasanenjagd. In den 1970er-Jahren war hier der „Lambton Lion Park“ beheimatet; er wurde 1972 eröffnet und 1980 wieder geschlossen.
Das Penshaw Monument, ein altgriechischer Ehrentempel für den ersten Earl steht auf dem nahegelegenen ‘’Penshaw Hill’’, der früher zum Anwesen von Lambton Castle gehörte. Dieser Hügel wird oft irrtümlich als Ruheplatz des mythischen Lindwurms von Lambton gehalten, wie er im alten Volkslied aus dem Nordosten Englands dargestellt wird. In der Gegend meint man allerdings, dass dies eher der Worm Hill bei Fatfield sei.
Die Nordgrenze des Schlossparks verläuft entlang der Grenze zwischen den Grafschaften Tyne and Wear und County Durham.
Seit den 1960er-Jahren hat die Familie Lambton immer wieder Teile des Schlossparks an Bauträger verkauft, insbesondere das Land, auf dem die Siedlung Washington New Town steht. Dieses Land musste die Familie allerdings zwangsweise abgeben („Compulsary Purchase Order“). Biddick Wood Estate wurde verkauft, dort entstand eine Verbindungsstraße zwischen der A182 und der A690 sowie ein Gewerbegebiet.
Seit 2011 kann das neu eingerichtete Herrenhaus für Hochzeiten, Konferenzen, Bankette und Filmkulisse gebucht werden. 2012 diente Lambton Castle als Filmkulisse für die Fernsehserie The Paradise von BBC One.